# Carcharolaimus pizae
Carcharolaimus pizae är en rundmaskart. Carcharolaimus pizae ingår i släktet Carcharolaimus och familjen Carcharolaimidae. Inga underarter finns listade i Catalogue of Life.